# Ukrajinska Narodna Republika
Ukrajinska Narodna Republika (ukr. Українська Народна Республіка); ukrajinska država nastala 17. ožujka 1917. godine na prostoru današnje središnje i istočne Ukrajine. Prvi predsjednik ukrajinske države bio je povjesničar i političar Mihajlo Gruševski, a posljednji koji se našao u izgnastvu je Simon Petljura. Ukrajinska Narodna Republika je imala sva obilježja današnje Ukrajine; plavo-žutu zastavu, grb Trizub i himnu Još Ukrajina nije nestala. U državi je službeni jezik bio ukrajinski, a središnje političke funkcije je obnašao ukrajinski parlament Vrhovna Rada. Političke okolnosti i utjecaj boljševika rezultirali su da je Ukrajinska Narodna Republika prestala postojati 1920. godine. Nakon nje je uspostavljena Ukrajinska Sovjetska Socijalistička Republika. 

## Međunarodno priznanje
Ukrajinsku Narodnu Republiku službeno su prizna Sovjetska Rusija, Litva, Latvija, Estonija, Gruzija, Azerbajdžan, Njemačka, Austro-Ugarska, Bugarska, Turska, Rumunjska i Čehoslovačka. Okolnosti na ratnom polju prekinule su službeno priznanje od sljedećih država, koje su prethodno jamčile priznanje ukrajinske države: Švicarska, Švedska, Danska i Perzija.

## Osnivanje Ukrajinske Narodne Republike

### Ukrajinska revolucija 1917.
Ukrajinska revolucija kao politički događaj započeta je daleko u sjevernim krajevima Ruskog imperija, u tadašnjoj ruskoj prijestolnici Petrogradu. Slabi rezultati na ratištu, ukrajinska višestoljetna težnja za neovisnošću, korupcija u pozadini te sve veća glad i neimaština, učinili su sve nepopularnijim režim cara Nikolaja II., te je on zbačen s vlasti u Februarskoj revoluciji tijekom 1917. godine. Volinjska pukovnija koju su u većini formirali Ukrajinci bila je jedna od prvih postrojbi uključenih u rušenje carističkog režima. Nakon što je car Nikolaj II. 15. ožujka 1917. abdicirao, liberalni članovi tadašnjeg parlamenta Dume formirali su Privremenu vladu na čijem je čelu bio plemić Grigorij Lvov. 
Dok je politika Rusije u to vrijeme imala dualnu vlast: Izvršni komitet Dume i Sovjet, Ukrajinci su u kompleksnoj situaciji imali i ukrajinske nacionaliste kao treću upečatljivu političku struju. Ukrajinu su dodatno preplavile različite političke snage koje su razmatrale različite opcije kako definirati buduću Ukrajinu i njezine teritorijalne i političke veze s Rusijom. Ostaci carističkog režima u ukrajinskim provincijama počeli su se raspadati bez prevelikih oružanih sukoba. Nakon višednevnih glasina, pristigli telegram iz Dume 13. ožujka 1917. potvrdio je pobjedu revolucije u Petrogradu. Službene vlasti Kijeva, zajedno s liberalnom strujom političara, preuzele su glavnu ulogu u formiranju Izvršnog komiteta Ujedinjenih građanskih organizacija, koji je trebao podržati Privremenu vladu. 

### Aktivnost Centralne Rade
Nakon što su socijalisti uspostavili sovjetska vijeća u većim ukrajinskim gradovima Harkivu i Kijevu, ukrajinski politički aktivisti 17. ožujka 1917. uspostavljaju vlastito političko središte odnosno Centralnu Radu, a povjesničar Mihajlo Gruševski postaje njezinim prvim predsjednikom. U novom ukrajinskom paralmentu bile su zastupljene sve ukrajinske političke opcije, a sam parlament predstavio je sasvim novu ojačanu snagu ukrajinskog političkog života. 
Kako je Privremena vlada dozvolila slobodu govora i političkog djelovanja, ukrajinske političke stranke sada su u masovnom broju izašle iz političke pozadine te se veći dio njih svrstao uz lijevu socijalnu opciju. Modernističko Društvo ukrajinskih naprednjaka preimenovano je u Ukrajinsku stranku socijalnih federalista, koji su zagovarali postupne reforme i opoziv konfiskacije velikih zemljišnih posjeda. 
U sklopu revolucionarnog pokreta, ukrajinskih moderata i ljevičara u ukrajinskom parlamentu Centralnoj Radi vidjeli su buduću Ukrajinu s određenim statusom autonomije u federaciji s Rusijom. Nakon što su određeni prijedlozi ukrajinskih delegata i konkretni dogovori s Privremenom vladom odgođeni i odbijeni, Centralna Rada 23. lipnja 1917. samostalno razmatra pitanje autonomije te jednostrano proglašava autonomiju. Parlament ujedno formira Ukrajinski kabinet ministara poznat kao Generalni sekretarijat koji je predvodio Volodimir Vinničenko. 
Uzrujana ruska Privremena vlada šalje svoje delegate u Kijev koje je predvodio budući premijer Aleksandar Kerenski. Kako su Njemačka i Austro-Ugarska u svoju korist iskoristile konfuziju u redovima ruske vojske, Petrograd je bio spreman za stanovite ustupke prema Ukrajincima. Ukrajinska Centrala Rada i Generalni sekretarijat već su postigli jednostrano priznanje i autonomiju u pet od devet ukrajinskih provincija u kojima su etnički Ukrajinci činili većinu. 
Tu su uključene provincije: Kijevska, Černjihivska, Poltavska, Podiljska i Volinjska. Predstavnici ostalih nacionalnih manjina, koji su pomno pratili diplomatska prepucavanja Kijeva i Petrograda, u konačnici su stali na ukrajinsku stranu i pristupili Centralnoj Radi. Delegati ruskih, poljskih i židovskih političkih organizacija zauzeli su u Centralnoj Radi značajnih 202 od ukupno 822 zastupnička mjesta, dok su u Maloj Radi imali 18 od 58 zastupničkih mjesta. Ipak, izbori za gradska vijeća, koji su održani u srpnju, pokazali su da ukrajinske stranke imaju slabu podršku u relativno uspješno rusificiranim gradovima. 
Kako su Centralnu Radu najviše podupirali ukrajinski seljaci, od nje se očekivalo da će pokrenuti zahtijevane reforme zemljišnih posjeda. Centrala Rada ipak nije uspjela zadovoljiti principijelne zahtjeve seljaštva oko raspodjele zemljišta te je glavna predstavnica seljaka Ukrajinska socijalistička revolucionarna stranka, u znak protesta odbila sudjelovati u radu Generalnog sekretarijata. Centralna Rada je nakon ovih događaja gubila povjerenje šire ukrajinske populacije, nije uspjela iskoristiti okolnosti kako bi ojačala svoju dominantnost, a frustracija u neriješenim odnosima s Privremenom vladom u Petrogradu sve je više tinjala. 
Nakon što su petrogradski boljševici 7. prosinca 1917. u Oktobarskoj revoluciji svrgnuli vladu Kerenskog, vojska Centralne Rade podržala je lokalne kijevske boljševike u njihovoj borbi protiv Kijevskog garnizona. Nakon boljševičke pobjede, Centrala Rada se proglašava vlašću nadležnom nad devet ukrajinskih provincija: Kijevskom, Podiljskom, Volinjskom, Černjihivskom, Poltavskom, Harkivskom, Katerinoslavskom, Hersonskom i Tauridskom (bez Krima). Dana 20. studenog 1917. Centralna Rada proglasila je Ukrajinsku Narodnu Republiku kao autonomnu jedinicu u sklopu buduće demokratske federacije ruskih nacionalnosti. 
Ukrajinski boljševici u svom programu proklamirali su nacionalnu orijentaciju, ali nisu bili spremni podržati potpuno odcjepljenje Ukrajine. U prosincu 1917., boljševici u Kijevu organizirali su Sveukrajinski Kongres Sovjeta koji je trebao nadmašiti utjecaj Centralne Rade, ali ukrajinske stranke su ih nadmudrile organiziravši masovni dolazak mnogobrojnih ukrajinskih delegata iz ruralnih redova gdje su boljševici imali tek manji utjecaj. Boljševici su bili prisiljeni svoje središte premjestiti u ukrajinski grad Harkiv, gdje su 25. prosinca održali drugi Kongres Sovjeta na kojemu su proglasili Sovjetsku Ukrajinsku Republiku.
Tijekom postojanja Ukrajinske Narodne Republike, antisemitski faktori u društvu su se upuštali u progone Židova, te su u pogrome nerijetko bili uključeni i pripadnici vojnih i policijskih snaga UNP. Vodstvo UNP je povremeno poduzimalo korake radi obuzdavanja antisemitizma - neki pripadnici snaga sigurnosti su čak i osuđeni na smrt zbog proganjanja Židova - te je uspostavljeno Ministarstvo za židovska pitanja, a na novčanicama nacionalne valute karbovanec koristili su se i natpisi na hebrejskom pismu i jidišu. Zakoni su osiguravali etničke i vjerske slobode za Židove u mnogo većem opsegu nego u vrijeme Ruskog Carstva, postojale su židovske stranke i razna predstavnička tijela koja su zastupale interese Židova.

### Jačanje boljševičke struje
Nakon toga su uslijedili dolasci ruskih boljševika, koji su s lokalnom Crvenom stražom nastojali vršiti što jači utjecaj u Ukrajini. Snage Ukrajine Narodne Republike nisu bile u stanju izaći na kraj s boljševičkim odredima. Većina od 300.000 vojnika na Istočnom frontu koji su podržavali Centralnu Radu, vratila se u svoja sela, a nova aktualna Ukrajinska vojska koju je predvodio ministar obrane Simon Petljura sadržavala je svega 15.000 slobodnih kozaka i dobrovoljaca. Vlada podržana tako slabom vojskom ostavila je prostor za pokretanje građanskog rata.   
Ukrajinski boljševici su svoje političke i društvene stavove branili s bolje organiziranom vojskom od 8.000 vojnika, koja je jaku potporu imala u Rusiji. Oni su frustriranim masama nudili vrlo radikalne socijalne programe koji su uspješno predstavljani diljem Ukrajine. Centralna Rada nije uspjela zadobiti zadovoljavajuću podršku značajne radničke klase, koja je već teško surađivala na prethodno održanom Radničkom kongresu. Boljševici su puno brže stjecali ugled u rusificiranim gradovima, a to je posebno pojačano napredovanjem Crvene armije iz Rusije. Uskoro je ukrajinska vlada bila prisiljena napustiti grad Kijev, u kojemu je ubijeno do 5.000 "klasnih neprijatelja"; u mjestu Kruti na putu prema Kijevu su boljševici ubili 300 studenata i učenika vojnih škola koji su ih pokušali zaustaviti. Ubijeni mladići kasnije su proglašeni ukrajinskim nacionalnim mučenicima. Kontrola boljševika nad Kijevom trajala je svega tri tjedna.  
Nakon što su od prosinca 1917. Sovjetska Rusija i Ukrajinska Narodna Republika bile su uključene u pregovore s Centralnim silama kako bi se osiguralo primirje, ruski Boljševici su se trudili da u pregovorima sudjeluju bez ukrajinskih predstavnika. Međutim su Njemačka i Austro-Ugarska iz vlastitih interesa inzistirale na uspostavljanju prijateljskih odnosa sa svim političkim opcijama. U siječnju 1918. ukrajinskim predstavnicima postalo je jasno da im je potrebna podrška Centralnih sila kako bi uopće opstali. 
Kako bi se oduprijela boljševicima koji su zavladali većim dijelom zemlje, Centralna Rada izdaje dokument pod nazivom Obraćanje ukrajinskog naroda do Njemačke s molbom o oružanoj pomoći. Nakon poziva u pomoć, boljševici su iz Kijeva potjerani pridošlom njemačkom i austro-ugarskom vojskom koja je imala 450.000 vojnika. Do travnja 1918. u svih devet ukrajinskih provincija boljševici su protjerani s vlasti. Poraženi ukrajinski i ruski boljševici nastavili su jačati suradnju s ruskom maticom te su započeli formiranje Komunističke partije Ukrajine (KPU). Ukrajinski boljševici koji su se priključili Crvenoj armiji smatrali su da Ukrajina treba uspostaviti federaciju sa sovjetskom Rusijom, kako bi se omogućio opstanak komunističke vladavine u obje te zemlje. 
Mirovni ugovor iz Brest-Litovska od 3. ožujka 1918. predvidio je pravo na samoodređenje zemalja u zapadnom dijelu Ruskog Carstva, te prema odredbama koje su u mirovni ugovor ušle na njihovo traženje, Centralne Sile 29. travnja 1918. god. uspostavljaju provizornu Ukrajinsku Državu (ukrajinski: Українська Держава, lat. Ukrainska Derzhava). Austro-Ugarska i Njemačko Carstvo su iz Ukrajine pribavljali hranu, koje im je ozbiljno manjkalo na kraju rata u kojemu je poljoprivreda tih zemalja bila vrlo oslabljena zbog angažiranja milijuna seljaka u njihovim vojskama; te su imale vrlo ozbiljnog razloga da podrže neovisnost Ukrajine. Okupacijske snage međutim raspuštaju Vrhovnu Radu i imenuju konzervativnu vladu pod imenom "Hetmanat", koji zaustavlja agrarnu reformu, koju su smatrali prijetnjom za uspostavu pouzdane opskrbe poljoprivrednim proizvodima iz Ukrajine.  
Na kraju njemačko-austougarske okupacije 14. prosinca 1918. god. vlast u Ukrajini od privremenog šefa (s naslovom "Hetmana") generala Pavla Skoropadskyija preuzima privremena vlada pod imenom "Direktorat". Dana 25. siječnja 1918. Centralna Rada na tzv. Četvrtom Univerzalu proglašava potpunu samostalnost Ukrajinske Narodne Republike. Ukrajinom je zavladala kratkotrajna euforija, zemljom se proširila suvremena ukrajinska simbolika grb Trizub i plavo-žuta zastava, no oduševljenje je potrajalo samo do početka veljače 1918. kada je u Kijev ponovo upala boljševička Crvena armija. 
Nakon što se 31. listopada 1918. raspala i Austro-Ugarska, u Galiciji je istog dana proglašena Zapadna Ukrajinska Narodna Republika koja se već 22. siječnja 1919. ujedinjuje s Ukrajinskom Narodnom Republikom. Zapadna Ukrajinska Narodna Republika je u ujedinjenu Ukrajinu dovela svoje vojne snage koje su bile znatno jače od onih kojima su do tada raspolagale vlasti u Kijevu, ali su se one odmah morale uključiti u vojni sukob s obnovljenom Poljskom, koja je i sama bila zainteresirana za područja Zapadne Ukrajine, u kojima je živio veliki broj Poljaka. Poljsko-ukrajinski rat potrajati će od studenog 1918. do srpnja 1919.: Ukrajinska Narodna Republika - u koju su s istoka upadali kako boljševička Crvena armija, tako i ruska monarhistička Bijela garda - nije uspjela organizirati dovoljno dobru obranu.  
Nakon neuspjeha u ratu s Poljskom, predsjednik Ukrajinske Narodne Republike Simon Petljura - našao je u proljeće 1920. godine ipak zajednički jezik s predsjednikom Poljske Józefom Piłsudskim. Kao odgovor na nastojanje ruske Crvene armije da u cijelosti zauzme i Ukrajinu, i Poljsku i zapravo sve zemlje nastale raspadom Ruskog Carstva, Piłsudski je predlagao tzv. "Intermarium", veliku federaciju na području između Njemačke i Rusije.

## Pad Ukrajinske Narodne Republike
Nakon poljsko-sovjetskog rata - u kojemu snage Ukrajinske Narodne Republike ratujući na poljskoj strani ponovo osvajaju Kijev, ali samo na kratko vrijeme - veći dio zemlje bit će pod kontrolom sovjetske vlasti. 
Poljski pregovarači kod sklapanja Mirovnog sporazuma iz Rige od 18. ožujka 1921. godine ne uključuju ukrajinske predstavnike, te sami traže da se granica povuče čak 100 kilometara zapadnije od inicijalnog sovjetskog prijedloga i trentačne linije razdvajanja ruskih i poljskih snaga - nadajući se uspostavi granica i dobrosusjedske suradnje s kojima će Sovjetski Savez biti zadovoljan. Sklapanjem Mirovnog sporauzuma u Rigi, Poljska je de facto raskinula obrambeni Varšavski sporazum sklopljen s Ukrajinskom Narodnom Republikom 21. travnja 1920. godine.
Na bivšem teritoriju UNP nastaje Ukrajinska Sovjetska Socijalistička Republika. Zapadna Ukrajina pripala je Poljskoj, Bukovina i Besarabija Rumunjskoj, a Zakarpatje je pripojeno Čehoslovačkoj.

## Vanjske poveznice
- Ukrajinska Narodna Republika na enciklopediji Ukrajine